# غادجيموراد أنتيغولوف
غادجيموراد أنتيغولوف (بالروسية: Гаджимура́д Антигу́лов؛ مواليد 1 يناير 1987) هو مُقاتل فنون قتالية مختلطة روسي.

## وصلات خارجية
- غادجيموراد أنتيغولوف على موقع يو إف سي (الإنجليزية)
- غادجيموراد أنتيغولوف على موقع شيردوغ (الإنجليزية)
- غادجيموراد أنتيغولوف على موقع Tapology.com (الإنجليزية)